# ۵۸۳ (خورشیدی)
۵۸۳ پانصد و هشتاد و سومین سال هجری خورشیدی است.